# Bulbul-estriado
Bulbul-estriado (Alcurus striatus) é uma espécie de ave da família Pycnonotidae. Pode ser encontrada nos seguintes países: Butão, China, Índia, Laos, Myanmar, Nepal, Tailândia e Vietname. Os seus habitats naturais são: regiões subtropicais ou tropicais húmidas de alta altitude.